# Garrafe de Torío
Garrafe de Torío település Spanyolországban, León tartományban. Lakosainak száma 1640 fő (2024).

## Földrajza
Garrafe de Torío Villaquilambre, Sariegos, Cuadros, La Robla, Matallana de Torío, Santa Colomba de Curueño, Vegas del Condado és Valdefresno községekkel határos.

## Népesség
A település lakosságának változását az alábbi diagram mutatja:
| Lakosok száma | 1177 | 1150 | 1232 | 1239 | 1374 | 1409 | 1496 | 1504 | 1580 | 1640 |
|               | 2001 | 2004 | 2007 | 2009 | 2012 | 2014 | 2017 | 2019 | 2022 | 2024 |